# Spam blog
Um spam blog, algumas vezes referido pelo neologismo splog, é um blog cujo autor utiliza para promover websites afiliados, com o objetivo de aumentar a incidência destes sites em provedores de pesquisa ou então simplesmente vender publicidade.
O propósito de um splog pode ser aumentar o PageRank ou os hyperlinks direcionados a websites afiliados, o de artificialmente inflar impressões de publicidade comercial para visitantes, e/ou usar o blog como um catálogo de links para vender links ou conseguir novos sites indexados. Spam blogs normalmente são um tipo de scraper sites, cujo conteúdo é muitas vezes inautêntico ou meramente roubado de outros websites. Esses blogs normalmente contém um grande número de links associados com o criador do splog, que são muitas vezes websites de baixa reputação ou ainda, inúteis. 
Existe uma confusão frequente entre os termos "splog" e "spam em blogs". Os splogs são blogs onde seus artigos são falsos, que são criados apenas para spam em provedores de pesquisa. Já spam em blogs, mutualmente, é incluir comentários aleátorios em blogs de postadores inocentes, onde os spammers aproveitam a vantagem da habilidade de um site de permitir visitantes a postar comentários que permitem links. De fato, um dos primeiros usos do termo "splog" referia-se a spam em blogs.
Os splogs são por vezes usados em conjunto com outras técnicas de spam, incluindo os spings.

## História
O termo splog se popularizou por volta da metade de agosto de 2005 quando foi utilizado publicamente por Mark Cuban, porém esse termo foi utilizado para descrever os spam blogs há tempos, pelo menos 2003. Ele se desenvolveu de múltiplos linkblogs que estavam tentando influenciar provedores de pesquisa e outros a produzir Bombas do Google baseadas em qualquer palavra presente no dicionário. 